# Сунгуль (гандбольный клуб)
Гандбольный клуб «Сунгуль» — команда по гандболу из Снежинска, основанная в 1990 году.

## История
Самым успешным в истории команды стал сезон-2011/12. Заняв по итогам регулярного чемпионата 4-е место, в серии за третье место с «Каустиком» «Сунгуль» обменялась победами (29:27, 21:27). Решающий матч также завершился ничьей — 27:27, а в серии пенальти снежинцы добились победы — 4:3, впервые в истории выиграв бронзовые медали чемпионата России.
Команда неоднократно участвовала в европейских кубковых турнирах, но особых успехов не добивалась. В Кубке кубков-2007/08 на стадии 1/16 проиграла по сумме двух матчей «Магдебургу» (27:41, 40:36). В следующем сезоне-2008/09 команда играла в Кубке вызова. Заняв второе место в отборочной группе, «Сунгуль» дважды сыграла вничью с греческим ПАОКом (23:23 и 25:25), но за счёт большего числа заброшенных на выезде мячей, в 1/8 финала вышел ПАОК. В Кубке ЕГФ 2011/12 «Сунгуль» вновь выбыла на стадии 1/16 финала, проиграв датскому «Норшелланну» (33:37, 23:20). В сезоне-2012/13 Кубка ЕГФ «Сунгуль» преодолела второй отборочный раунд, выиграв у «Куманова», но затем проиграла «Висле» и не вышла в групповой этап.
После сезона 2020/21 Федерация гандбола Челябинской области совместно с руководством клубов «Динамо» Челябинск и «Сунгуль» Снежинск приняли решение об объединении клубов. В августе заявка «Динамо» была отозвана, а заявка команды из Снежинска была изменена. Обновленная команда стала выступать под названием «Динамо-Сунгуль».

## Достижения
- Бронзовый призёр чемпионата России — 2012
- Победитель Высшей Лиги — 2019/20